# NGC 6947
NGC 6947 (другие обозначения — PGC 65193, ESO 401-3, MCG -5-48-28, AM 2038-323) — спиральная галактика с перемычкой (SBb) в созвездии Микроскоп.
Этот объект входит в число перечисленных в оригинальной редакции «Нового общего каталога».